# Chemnitzer Schulmodell
Das Chemnitzer Schulmodell (CSM) ist eine staatliche Ganztagsschule und wurde im Schuljahr 1990/91 gegründet. Die Schüler können die Schule von der 1. bis zur 10. Klasse besuchen und einen Haupt- oder Realschulabschluss erwerben. Diese Schulform wird auch als Gesamtschule oder Gemeinschaftsschule bezeichnet.
Die Besonderheiten des „Modellversuchs“ bestehen in der pädagogischen Prägung der Schule. „Es sollen solche Eigenschaften wie Selbstbewusstsein, Leistungs- und Risikobereitschaft, Teamgeist, Toleranz, Zivilcourage, Kreativität, ökologisches Bewusstsein sowie Friedens- und Sozialfähigkeit entwickelt und gefördert werden.“ Der Unterricht erfolgt in Blockform, also in 90 Minuten langen Blöcken anstatt wie üblich in 45 Minuten dauernden Schulstunden. Des Weiteren werden einige Fächer (Naturwissenschaften etc.) in Epochenform erteilt, statt wie üblich mit durchgängig einer bzw. zwei Wochenstunden. Zensuren werden erst ab der 8. Klasse vergeben, davor bekommen die Schüler einen persönlichen „Lernentwicklungsbericht“. Auf so genannte Begabungsfächer wie Musik, Kunst und Sport werden Zensuren erst in der 10. bzw. 9. Klasse erteilt.
Im Dezember 2006 stand das Chemnitzer Schulmodell als einzige sächsische Schule im Endausscheid um den Deutschen Schulpreis, für den sich 17 weitere aus 481 Schulen aus ganz Deutschland qualifizierten. Letztendlich befand es sich jedoch nicht unter den Preisträgern.
Im Laufe des Jahres 2013 erfolgte in Etappen der Umzug des Chemnitzer Schulmodells vom alten Schulgebäude in der Charlottenstraße 52 auf die Stollberger Straße 25. Das neue Gebäude bietet mehr Räume und Möglichkeiten für den nunmehr zweizügigen Schulbetrieb.

## Ehemalige Schüler
- Felix Kummer (* 1989), Musiker, Mitglied der Band Kraftklub
- Till Kummer, Musiker, Mitglied der Band Kraftklub